# 莫里灣
66°33′S 124°42′E / 66.550°S 124.700°E
莫里灣（英語：Maury Bay）是南極洲的海灣，位於威爾克斯地，處於路易斯角以東，該海灣根據美國海軍拍攝的空中照片繪入地圖，現時由南極條約體系管理。